# وچکبود سفلی
وچکبود سفلی، روستایی از توابع بخش سراب‌باغ شهرستان آبدانان در استان ایلام ایران است.
مردم این روستا از طایفه مستقل شهلاروند(شهریاروند) می باشند که به زبان کردی پهله ای تکلم دارند . 

## جمعیت
این روستا در دهستان چم کبود قرار دارد و براساس سرشماری مرکز آمار ایران در سال ۱۳۸۵، جمعیت آن ۱۸۳ نفر (۳۱خانوار) بوده‌است. 